# Pogrebi & pomiriši
Pogrebi & pomiriši je sedmi studijski album hrvaške pop-funk skupine Jinx, ki je izšel 5. maja 2017. Album vsebuje deset novih avtorskih skladb, katere vsebujejo prvine številnih zvrsti, od dixielanda, preko soula, gospela in rocka, pa vse do mjuzikla. Album je izšel na zgoščenki, LP plošči in kot mp3 album.
Album je prejel nominaciji za hrvaško glasbeno nagrado Porin v kategoriji Album leta, Najboljši album pop glasbe, skladba "Easy" pa je prejela nominacijo v kategoriji Najboljša izvedba skupine z vokali.

## Kritični sprejem
Glasbeni kritik spletnega portala Ravno do dna, Zoran Stajčić, je v svoji recenziji zapisal, da Jinxi vedo, da nova generacija ne potrebuje nove revolucionarne glasbene forme in novi ritem, ampak topla in bogata zvočna slika, ki se spogleduje s preteklostjo. Zapisal je še, da je to verjetno eden najzanimivejših aspektov tega albuma, saj skupina ne želi ubežati dejstvu, da se skupaj s svojo publiko stara.
Kritik Zoran Tučkar je v kritiki za portal Muzika.hr zapisal, da album z eno slabšo pesmijo »Šah i statistika« sodi med najboljše albume skupine. V nadaljevanju je še zapisal, da je skupina nabrala izkušnje, člani so se navadili drug na drugega in vedo kako doseči maksimum. Na koncu je še dodal, da iz sicer izenačene plošče odstopajo skladbe »Continental Blue«, »U debelom hladu«, »Jedni za druge« in »Easy«.
V kritiki za portal Sound Guardian je Toni Matošin zapisal, da gre za brezhibno odigran, aranžiran in odpet album. Za Coca Mosquita je dejal, da je pokazal, da je odličen avtor, ki zna glasbeno zgodbo aranžirati na pravi način, pri tem albumu pa se zdi, da je zbral vse svoje izkušnje in senzibilnost. Yayin vokal je označil kot najboljši ustvarjalni sodelavec skupine in njen zaščitni znak, besedila skupine pa je označil kot najslabši segment skupine.

## Seznam skladb
Vse pesmi je napisal in uglasbil Coco Mosquito.
| Št. | Naslov                            | Dolžina |
| --- | --------------------------------- | ------- |
| 1.  | „Jesmo li dobro?‟                 | 5:16    |
| 2.  | „Maradona‟ (feat. Davor Gobac)    | 4:11    |
| 3.  | „Easy‟                            | 4:09    |
| 4.  | „Jedni za druge‟                  | 4:05    |
| 5.  | „Šah & statistika‟                | 2:13    |
| 6.  | „Continental Blue‟                | 6:11    |
| 7.  | „Za ljubav tvoje mame‟            | 3:12    |
| 8.  | „Elegantna varijanta‟             | 4:13    |
| 9.  | „Ako si rođen u pogrešno vrijeme‟ | 4:12    |
| 10. | „U debelom hladu‟                 | 4:19    |

## Osebje

### Glasbeniki
Jinx
- Yaya – vokal, ploskanje (4)
- Coco Mosquito – kitara, vokal, godalni aranžma
- Mr. Goody – klaviature, spremljevalni vokal (1, 5, 8, 9), ploskanje (5, 8)
- Berko – bobni, cowbell (1), tolkala (2), tamburin (3, 4)
- Pavlica – trobenta, spremljevalni vokal (5, 7, 8), ploskanje (5, 8)
- Kova – tenor in bariton saksofon, analogni sintetizatorji
- Cvanci – bas
- Miron Hauser – trombon

Dodatni glasbeniki
- Davor Gobac – glavni vokal (2)
- Jakša Kriletič-Jordes – solo saksofon (2)
- Alen Svetopetrić – bas (1, 2, 6–8)
- Adam Matijašević – bas (3, 4)
- Matija Antolić – klavir (1, 5)
- Viktor Lipić – klavir (2, 6)
- Hrvoje Rupčić – konge (1, 7), tamburin (1, 5, 9), pandeiro (7), shaker (7)
- DJ Noki Nole – scratch (1)
- Jadranka Krištof – spremljevalni vokal (1, 5, 8)
- Valerija Nikolovska – spremljevalni vokal (1, 6)
- Ivana Rushaidat – spremljevalni vokal (1, 3–10)
- Petra Kožar – spremljevalni vokal (2)
- Martina Geber Geby – spremljevalni vokal (2)
- Mateja Mihovec – spremljevalni vokal (2)
- Kvartet Prelude (3)
  - Lana Adamović – 1. violina
  - Dajana Marelja Pašalić – 2. violina
  - Martina Pustički – viola
  - Klara Romac – čelo

### Produkcija
- Aranžmaji: Coco Mosquito in Jinx
- Snemalec: Berko Muratović
- Miks: Mark Saunders, Gordan in Berko Muratović (1), Dragutin Smokrović-Smokva (8, 10)
- Mastering: Dragutin Smokrović-Smokva, Bob Macciochi (5)
- Producent: Coco Mosquito
- Oblikovanje: Dejan Kršić